# Томчин, Григорий Алексеевич
Григорий Алексеевич Томчин (род. 4 декабря 1947, Ленинград, РСФСР, СССР) — российский политический деятель, бывший председатель Санкт-Петербургского отделения партии «Союз правых сил», бывший член Общественной палаты Российской Федерации, депутат Государственной думы первого и третьего созывов (1993—1995, 1999—2003), президент Всероссийской ассоциации приватизируемых и частных предприятий.

## Биография
Родился в семье военных, еврей.
В 1972 году закончил Ленинградский кораблестроительный институт по специальности «инженер-электромеханик». В том же году начал трудовую деятельность конструктором в ЦКБ МТ «Рубин», где работал вплоть до 1992 года конструктором 1-й, 2-й категории, исполняющим обязанности начальника сектора, ведущим инженером.
Был членом Демократической платформы в КПСС, в июле 1990 вышел из партии. Организовал в «Рубине» партийную организацию демплатформы на 60 человек. С 1991 по 1993 год — эксперт Комитета Верховного Совета Российской Федерации по экономической реформе. С 1992 по 1993 г. — начальник отдела экономических исследований приватизации Северо-Западной Агропромышленной биржи.
В 1992 году участвовал в разработке государственной программы приватизации. С 1993 по 1994 года был начальником управления приватизации предприятий промышленности, строительного комплекса и отраслей инфраструктуры комитета по управлению городским имуществом мэрии Санкт-Петербурга во времена Анатолия Собчака. Позднее утверждал, что «и малая приватизация, и крупная приватизация прошла в Питере блестяще». В 1993 году перешёл на работу в Государственный институт проблем приватизации в должности заведующего отделом. 30 августа 1993 года пережил покушение, был избит в подъезде своего дома неизвестными.

## Политическая деятельность
Был членом «Демократической России», затем членом Республиканской партии РФ. в 1993 году вошел в состав предвыборного блока «Выбор России». В марте 1994 года член инициативной группы по созданию партии Демократический выбор России (ДВР), избран членом политсовета партии. Позднее, оценивая ситуацию отмечал, что, по его мнению, «изначально партия тоже сложилась слишком аморфной, не такой жёсткой, как необходимо». В 1993—1995 годах — депутат Государственной Думы Федерального собрания Российской Федерации, член фракции «Выбор России». с 20 января 1994 года — член Комитета Государственной думы по собственности, приватизации и хозяйственной деятельности.
В 1995 году баллотировался в Государственную Думу II созыва по общефедеральному списку избирательного блока «Демократический выбор России — объединённые демократы» (ДВР-ОД), набравшего на выборах 3,86 % и не прошедшего в Госдуму, а также проиграл выборы в одномандатном избирательном округе №210 в Санкт-Петербурге.
В рамках дискуссии внутри ДВР придерживался линии на поддержку кандидатуры Б. Н. Ельцина на президентских выборах 1996 года. В то же время считал, что в период после 1996 года «из системы власти выпал даже не ДВР, а сама Дума», что чрезвычайно негативно сказалось на развитии парламентаризма в России. В то же время говорит о некотором влиянии ДВР на Госдуму II созыва: «за счёт профессионализма, за счёт постоянного участия команды Гайдара в консультациях правительства и парламента».
С 1996 года по 1999 год возглавлял Всероссийскую ассоциацию приватизируемых и частных предприятий (глава — Е. Т. Гайдар). С 28 января 1997 года — член Совета при Правительстве Российской Федерации по вопросам социального развития.
В декабре 1999 года избран депутатом Госдумы III созыва по общефедеральному списку блока СПС, заместитель председателя Комитета ГД по собственности. При объединении партии «Выбор России» вошел в состав СПС.
С 28 января 2000 года член Комитета Государственной думы по собственности. С 9 февраля 2000 года — заместитель председателя Комитета Государственной думы по экономической политике и предпринимательству. 3 апреля 2002 года освобожден от должности заместителя председателя Комитета, выведен из состава Комитета Государственной думы по собственности и введён в состав Комитета Государственной думы по экономической политике и предпринимательству и, в тот же день, назначен председателем этого Комитета. С 11 сентября 2002 года — член Комиссии Государственной Думы по государственному долгу и зарубежным активам Российской Федерации.
В 2000 году вошёл в состав Правительственной комиссии по расследованию причин гибели АПЛ «Курск».
В 2006—2010 годах — член Общественной палаты Российской Федерации, руководитель межкомиссионной рабочей группы Подкомиссии по конкурентоспособности, саморегулируемым организациям и защите прав потребителей. 
Автор проекта «Город», программы развития территории Санкт-Петербурга, написанной в сотрудничестве с Институтом урбанистики.
В 2011 году — кандидат в депутаты Государственной Думы от политической партии «Правое дело». Входит в Федеральный политсовет этой партии.

## Награды
- Медаль ордена «За заслуги перед Отечеством» II степени (10 марта 1995 года) — за заслуги перед государством, связанные с завершением первого этапа чековой приватизации[15].
- Медаль «За трудовое отличие» — указ Президиума Верховного Совета СССР от 02.02.1984 г.
- Медаль «200 лет Министерству обороны» — приказ Министра обороны РФ от 30.08.2002 г. №300.
- Медаль «За заслуги в проведении Всероссийской переписи населения» — указ Президента РФ от 14.10.2002 г. №1151/
- Медаль «В память 300-летия Санкт-Петербурга» — указ Президента РФ от 19.02.2003 г.

## Личная жизнь
Женат, имеет дочь (1975 г.р.).